# Phialta
Barcita là một chi bướm đêm thuộc họ Noctuidae.